# Charles Galloway (Jazzmusiker)
Charles „Sweet Lovin’ Charlie“ Galloway (* um 1860; † 1916) war ein US-amerikanischer Musiker (Gitarre) und Bandleader des frühen Jazz.
Galloway, der zur Zeit des Sezessionskriegs geboren sein soll und aufgrund einer Polioerkrankung körperbehindert war, betrieb ein Frisörgeschäft in der South Rampart Street in der Uptown von New Orleans. Der Laden entwickelte sich zu einer informellen Buchungsagentur für Musiker. Galloway leitete daneben eine String Band, der Jefferson Mumford (Gitarre), Bob Lyons bzw. Albert Glenny (Bass) sowie Tom Adams bzw. Dee Dee Brooks (Geige) angehörten. 
Galloway spielte 1885 im Duo mit Jefferson Mumford, der später Mitglied der Band von Buddy Bolden war. Galloway gehörte außerdem einer Straßenband (u. a. mit Bob Lyons) an, die eine frühe Vorform von  Skifflemusik spielte. 1894 leitete er ein Tanzorchester, in dem Willie „Red“ Warner (Klarinette), der ebenfalls später bei Buddy Bolden spielen sollte, ferner Bob Lyons (Bass), Edward Clem (Kornett), Tom Landry (Ventilposaune) und „Barnet“ (Schlagzeug) spielten. Das Orchester trat in der Masonic Hall auf der Perdido Street auf. In späteren Jahren soll Galloway laut Kid Ory eine Bläserband im Club La Place geleitet haben.
Nach Ansicht der Jazzhistoriker Al Rose und Edmond Souchon (New Orleans Jazz: A Family Album, 1967) war Galloways Orchester „die erste organisierte Jazzband, auch wenn sie sich selbst nicht definitiv als erste Jazzband erkannten, aus dem Grund, dass die Entwicklung des Jazz sehr graduell verlief und nicht einer einzelnen Person oder Gruppe zugeschrieben werden kann.“